# 混合语
混合语（mixed language）是指多种语言融合产生的语言。混合语的产生有可能标志着新的民族或文化群体的产生。

## 三个阶段
- 混合语：由多种语言混合而成，保留了更多源语言的特点，通常是处于语言接触的初期阶段。这种语言混合通常发生在两种或多种语言群体之间，混合语往往没有标准化语法结构，且受不同语言的影响较大。
- 皮钦语（pidgin）：是语言混合的第二阶段，通常在两种语言没有共同语言的情况下出现，皮钦语是简化的语言形式，通常没有复杂的语法结构。它是一种临时性或辅助性语言，用于跨文化交流。例如，洋泾浜英语（Shanghai English）就是一种典型的皮钦语。
- 克里奥尔语（creole）：是语言接触的最终阶段，通常是皮钦语的“母语化”过程。克里奥尔语在语言的使用者中变得标准化、稳定，并广泛应用。它具有较完整的语法系统，并能够支持复杂的交流。例如，毛里求斯克里奥尔语就是一种典型的克里奥尔语。

## 例子
| 语言       | 源语言   |
| ---------- | -------- |
| 誒話       | 汉+傣    |
| 协和语     | 汉+日    |
| 倒话       | 汉 + 藏  |
| 瓦乡话     | 多种语言 |
| 猫家话     | 汉+苗    |
| 洋泾浜英语 | 汉 + 英  |

## 外部連結
- http://www.russiansociety.org（页面存档备份，存于） （俄文）
- （俄文）